# Joseph Lister
Pour les articles homonymes, voir Lister (homonymie).
Joseph Lister, né le 5 avril 1827 à Upton (en), Essex (aujourd'hui dans Newham, Londres) et mort le 10 février 1912 à Walmer, Kent, 1er baron Lister, est un chirurgien britannique, un des pionniers et le vulgarisateur le plus efficace de l'antisepsie dans la chirurgie opératoire.

## Biographie
Joseph Lister vient d'une famille quaker prospère de l'Essex. Il est le fils de Joseph Jackson Lister, un pionnier du microscope.
Professeur de clinique chirurgicale à Glasgow, puis à Édimbourg et au King's College de Londres, il découvre, en 1865, la théorie des germes formulée par Louis Pasteur sur la putréfaction. Lister en conclut que l'apparition de pus dans une plaie n'est pas un facteur de cicatrisation, comme on le croyait alors, mais une preuve de la mortification des tissus conduisant à la gangrène.
Dans son Mémoire sur le principe de l'antisepsie, il rend hommage à Pasteur : « Quand les recherches de Pasteur eurent montré que l'atmosphère était septique, non à cause de l'oxygène mais du fait d'organismes minuscules qui s'y trouvent en suspension, j'eus l'idée qu'on pouvait éviter la décomposition de régions blessées sans supprimer l'air, en leur appliquant comme pansement une substance capable de détruire la vie des particules flottantes ».
Pour tuer les micro-organismes présents dans l'air ambiant, Lister vaporise du phénol.
L'usage chirurgical du phénol, ou acide carbolique, avait été prôné dès 1863 par le pharmacien Jules Lemaire (1814-1873) puis, en 1865, par le docteur Gilbert Déclat (1827-1896),,,,. Lister traite également au phénol ses instruments, les blessures et les blouses.
Il parvient ainsi en 1869 à réduire le taux de mortalité opératoire de 60 à 15%.
Sa méthode, qu'il qualifie d'« antiseptique », est d'abord accueillie avec scepticisme mais, dans les années 1880, elle est acceptée par tous.
Il est lauréat de la Royal Medal en 1880, et de la médaille Copley en 1902. Il reçoit le titre de docteur honoris causa de l'université Jagellonne de Cracovie en 1900.
En 1883 il est élevé au rang de baronnet par la reine Victoria, de Park Crescent dans la paroisse de St Marylebone dans le comté de Middlesex. En 1897 il est fait pair du royaume, sous l'appellation de Baron Lister, de Lyme Regis dans le comté de Dorset.
Les inventeurs de la Listerine, un bain de bouche antiseptique, nomment leur produit par référence à Joseph Lister, qui proteste contre cette appellation sans obtenir gain de cause.
En 1940, un genre bactérien a été nommé « Listeria » en l’honneur de Lister.
Par son invention des pansements antiseptiques en soie huilée recouverte de dextrine, il est le précurseur de l'invention du tulle gras Lumière par Auguste Lumière, en 1917.